# Mbangassina
Mbangassina est une commune du Cameroun, située dans la région du Centre et le département du Mbam-et-Kim.

## Étymologie
L'origine du mot Mbangassina connaît plusieurs explications. 
Selon la première, il s'agirait de la combinaison de deux mots, Mbanga (« je pleure », dans la langue locale) et Messina (le nom de la jeune épouse décédée d'un patriarche local).

La deuxième y voit une mauvaise prononciation du mot « magasin », car un grand magasin pour le décorticage et le stockage du riz avait été construit dans cette zone et tout le monde s'y rendait.

La troisième fait référence à la phrase Mbang cine, qui veux dire « je veux des crevettes », adressée par un étranger à des femmes de retour de la pêche.

## Histoire
La commune de Mbangassina a été créée par décret présidentiel no 93/321/PR du 25 novembre 1993.

## Géographie
Son climat est de type équatorial avec 4 saisons : une petite et une grande saison sèche, une petite et une grande saison des pluies, et une température moyenne variant entre 23° et 25°.

## Population
Lors du recensement de 2005, la commune comptait 41 180 habitants, dont 4 306 pour la ville de Mbangassina.

## Organisation
Outre Mbangassina et ses quartiers, la commune comprend les villages suivants :
- Badissa
- Biakoa
- Bialanguena
- Biapongo
- Biassamba
- Biatangana
- Biatombo
- Bilomo
- Bindamongo
- Boukê
- Boura I
- Boura II
- Enangana
- Goura
- Nyamanga II
- Nyamballa
- Talba
- Tchamongo II
- Yanga
- Yebekolo

## Langues
La langue parlée dans l'arrondissement de Mbangassina est le ossananga, une variante de la langue tuki, parlée dans tout le Mbam-et-Kim, et dans d'autres parties du Cameroun. Cette langue très ancienne est menacée d'extinction. C'est pour cette raison que certaines élites de la localité commencent à constituer des ouvrages tels le dictionnaire, le livre de grammaire, les livres d'apprentissage de la langue, afin de la pérenniser.

## Économie
Les habitants de Mbangassina sont essentiellement agriculteurs. Ils pratiquent surtout une agriculture vivrière, itinérante sur brûlis avec des cultures mixtes (banane plantain, macabo, manioc, arachide, maïs). Cependant les cultures du cacao, de la banane plantain et du manioc sont aussi destinées à la vente, quoique en moindre proportion.
Mbangassina possède des potentialités touristiques, mais encore peu exploitées.

## Infrastructures
Sur le plan scolaire, la Commune de Mbangassina a : 1 école maternelle publique, 2 maternelles privées, 15 écoles primaires, 4 écoles privées laïques, 1 collège d'enseignement secondaire (CES), 1 lycée, 1 établissement socioprofessionnel (SAR-SM).
La Santé est assuré par un Centre médical d'arrondissement (CMA) doté d'un médecin et 2 infirmiers, de
deux centres de santé intégrés et d'un centre de Santé Privé dirigé par des religieuses et spécialisé dans le traitement de l'épilepsie. À Mbangassina, la lutte contre le Sida est une priorité.
Quelques stades de football de fortune pour ce qui est du sport. Une brigade de gendarmerie composée d'une dizaine de membres assure la sécurité de la ville.

## Personnalités
- Charles René Guy Okala, né en 1910 à Bilomo, il est le premier sénateur camerounais au Sénat français, député du Mbam, maire de Ntui. Il est enterré à Bilomo, village de l'arrondissement de Mbangassina.
- François SANDJI l'un des premiers pharmaciens du Cameroun
- Alexandre Ehongo Nemes, juge à la Cour suprême du Cameroun,procureur de la republique du cameroun
- John Andela, gouverneur de la Région du Nord-Ouest (Cameroun).
- Bernard Okalia Bilaï, gouverneur de la Région du Sud-Ouest (Cameroun).
- Ombété Joseph, commissaire divisionnaire (H.E) ancien Délégué général à la sûreté nationale de l’ouest P.I
- Simon Ndongo premier maire de Mbangassina
- Marcel AMOUGOU second maire de Mbangassina
- Nicole OKALA troisième maire de Mbangassina et sénatrice